# 千秋寮
千秋寮，原寫為千秋藔，是臺灣高雄市燕巢區的一個傳統地域名稱，位於該區東北部。相較於今日行政區，其範圍大致包括金山里、東燕里東北部凸出部分、深水里北部凸出部分的北部西半段及最東段。
本地區境內主要聚落為千秋藔、施砧仔、鞍仔坪、麒麟尾、番仔田、金山仔、滾水湖，設有金山國小。

## 歷史
台灣日治初期，千秋寮地區為一街庄，稱為「千秋藔庄」（舊制街庄），隸屬於觀音上里。該庄昔日西、北及東北與水蛙潭庄為界，東與磱碡坑庄為鄰，南邊為深水庄、援巢中庄。
1901年（日治明治三十四年）11月11日，全台廢縣廳改設二十廳，該庄隸屬於鳳山廳。1904年（明治三十七年）5月3日，該庄編入「援巢中區」，隸屬於鳳山廳。1909年（明治四十二年）10月25日，全台合併二十廳為十二廳，援巢中區改隸屬於臺南廳。1920年（大正九年）10月1日，全台地方制度大改正，廢十二廳改設五州二廳，該庄改制並雅化為「千秋寮」大字，隸屬於高雄州高雄郡燕巢庄（新制街庄）。1924年（大正十三年）12月25日，高雄郡廢郡，燕巢庄改隸屬於岡山郡。
戰後燕巢庄改制為燕巢鄉，隸屬於高雄縣，大字亦改制為村。1950年（民國39年）10月1日，高、屏分治，燕巢鄉仍隸屬於高雄縣。2010年（民國99年）12月25日，高雄縣、市合併為直轄高雄市，燕巢鄉改制為燕巢區，村亦改制為里。

## 聚落
本地區發展較早的聚落為千秋藔、施砧仔、鞍仔坪、麒麟尾、番仔田、金山仔、滾水湖，在日治初期的官方地圖上已有記載。

## 交通
區道高38線是燕巢至大坪頂的道路，經過本地區的金山仔、麒麟尾、鞍仔坪、施砧仔等聚落。

## 學校
- 金山國小